# Parlamentsvalget i Grækenland juni 2012
Grækenlands andet parlamentsvalg i 2012 blev afholdt den 17. juni 2012.
Valget blev udskrevet, fordi det ikke var muligt at danne en parlamentarisk regering efter årets årets første valg, der fandt sted den 6. maj 2012. 

## Regering
Få dage efter valget blev Antonis Samaras udnævnt til statsminister i Regeringen Antonis Samaras, der består af Nyt Demokrati (statsministerens parti), PASOK og Demokratiske venstre. Antonis Samaras blev indsat i embedet som statsmister, da han aflagde ed på forfatningen den 20. juli 2012. 

## Valget i juni 2012

### Partier i parlamentet efter valget i juni
- Nyt Demokrati: 1.825.609 stemmer, 29,66 procent, 129 mandater.
- SYRIZA: 1.655.053 stemmer, 26,89 procent, 71 mandater.
- PASOK: 755.832 stemmer, 12,28 procent, 33 mandater.
- ANEL: 462.456 stemmer, 7,51 procent, 20 mandater.
- XA: 425.980 stemmer, 6,92 procent, 18 mandater.
- DIMAR: 385.079 stemmer, 6,25 procent, 17 mandater.
- KKE: 277.179 stemmer, 4,50 procent, 12 mandater.

### Partier med mere end 50.000 stemmer
- Genskabelse (DX–DRASI–FS): 98.063 stemmer, 1,59 procent, 0 mandater.
- LAOS: 97.099 stemmer, 1,58 procent, 0 mandater. (15 medlemmer af parlamentet 2009-2012, 89 medlemmer af regionsrådene 2010-2015, to medlemmer af Europa-Parlamentet 2009-2014.)
- OP: 54.421 stemmer, 0,88 procent, 0 mandater. (11 medlemmer af regionsrådene 2010-2015, et medlem af Europa-Parlamentet 2009-2014.)

## Valgresultater i maj 2012
De største partier ved valget i maj 2012:
- Nyt Demokrati: 18,85 procent, 108 mandater (i valgforbund med Demokratiske Alliance i juni 2012).
- SYRIZA: 16,78 procent, 52 mandater.
- PASOK: 13,18 procent, 41 mandater.
- Uafhængige grækere: 10,60 procent, 33 mandater.
- Grækenlands Kommunistiske Parti: 8,48 procent, 26 mandater.
- Gyldent Daggry: 6,97 procent, 21 mandater.
- Demokratiske venstre: 6,11 procent, 19 mandater.
- Oikologoi Prasinoi: 2,93 procent, 0 mandater.
- Folkelig Ortodoks Samling: 2,90 procent, 0 mandater.
- Demokratiske Alliance: 2,55 procent, 0 mandater, valgforbund med Nyt Demokrati i juni 2012.
- Genskab Grækenland: 2,15 procent, 0 mandater, valgforbund med Drasi og Liberal Alliance i juni 2012.
- Valgforbundet Drasi og Liberal Alliance: 1,80 procent, 0 mandater, valgforbund med Genskab Grækenland i juni 2012.